# Valle de Hecho
Valle de Hecho – gmina w Hiszpanii, w prowincji Huesca, w Aragonii, o powierzchni 234,43 km². W 2011 roku gmina liczyła 937 mieszkańców.